# Jan Nepomuk Schwarzenberg
Jan Nepomuk Ondřej Schwarzenberg (* 13. prosince 1967 Vídeň, dle předrepublikové rodové tradice Jan Nepomuk III., německy Johannes Nepomuk Andreas Schwarzenberg) je rakouský šlechtic z rodu Schwarzenbergů, lesník, velkostatkář, majitel zámku Orlík a správce rodového majetku v Rakousku a Čechách, 18. vévoda krumlovský, 13. kníže ze Schwarzenbergu a hlava rodu.

## Život

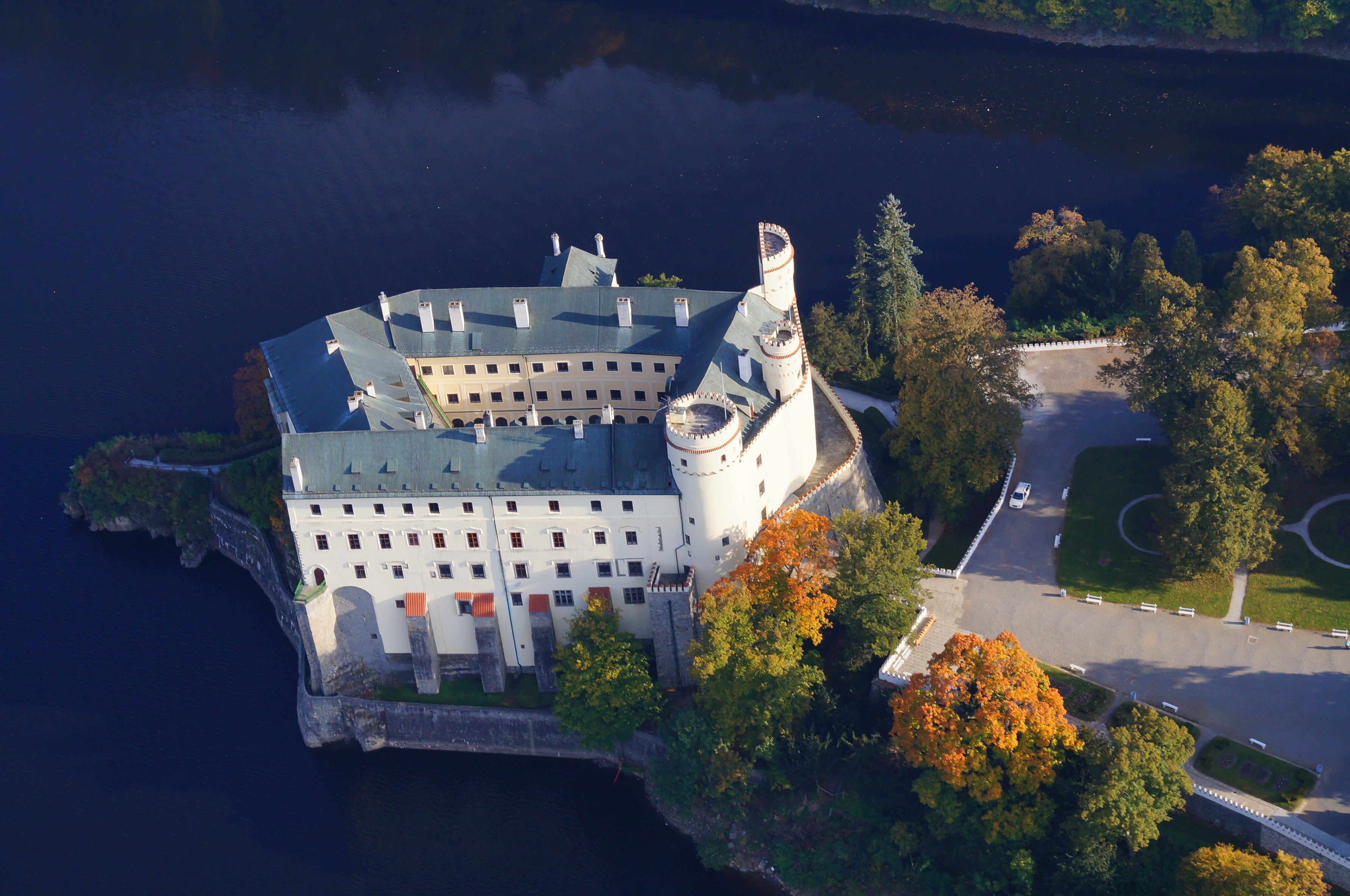
Zámek Orlík

Jan Nepomuk (celým jménem a plným titulem Jan Nepomuk Ondřej Jindřich Josef Karel Ferdinand Jan Evangelista Tři králové Achaz Michael Maria dědičný princ ze Schwarzenbergu, vévoda krumlovský, hrabě ze Sulzu a lankrabě klettgavský, německy: Johannes Nepomucenus Andreas Heinrich Joseph Karl Ferdinand Johannes Evangelist die Heiligen Drei Könige Achaz Michael Maria Fürst zu Schwarzenberg, Herzog von Krummau, Graf von Sulz, Landgraf im Klettgau) se narodil roku 1967 ve Vídni jako prvorozený syn pozdějšího českého politika knížete Karla VII. ze Schwarzenbergu a jeho manželky Theresy, rozené hraběnky z Hardeggu na Kladsku a v Machlandu. Doma mu říkali Aki, jeho sestra Anna Carolina (* 1968), která se provdala za britského scenáristu Petera Morgana, měla oslovení Lila a nevlastní bratr Karl Philipp (* 1979) Witti.

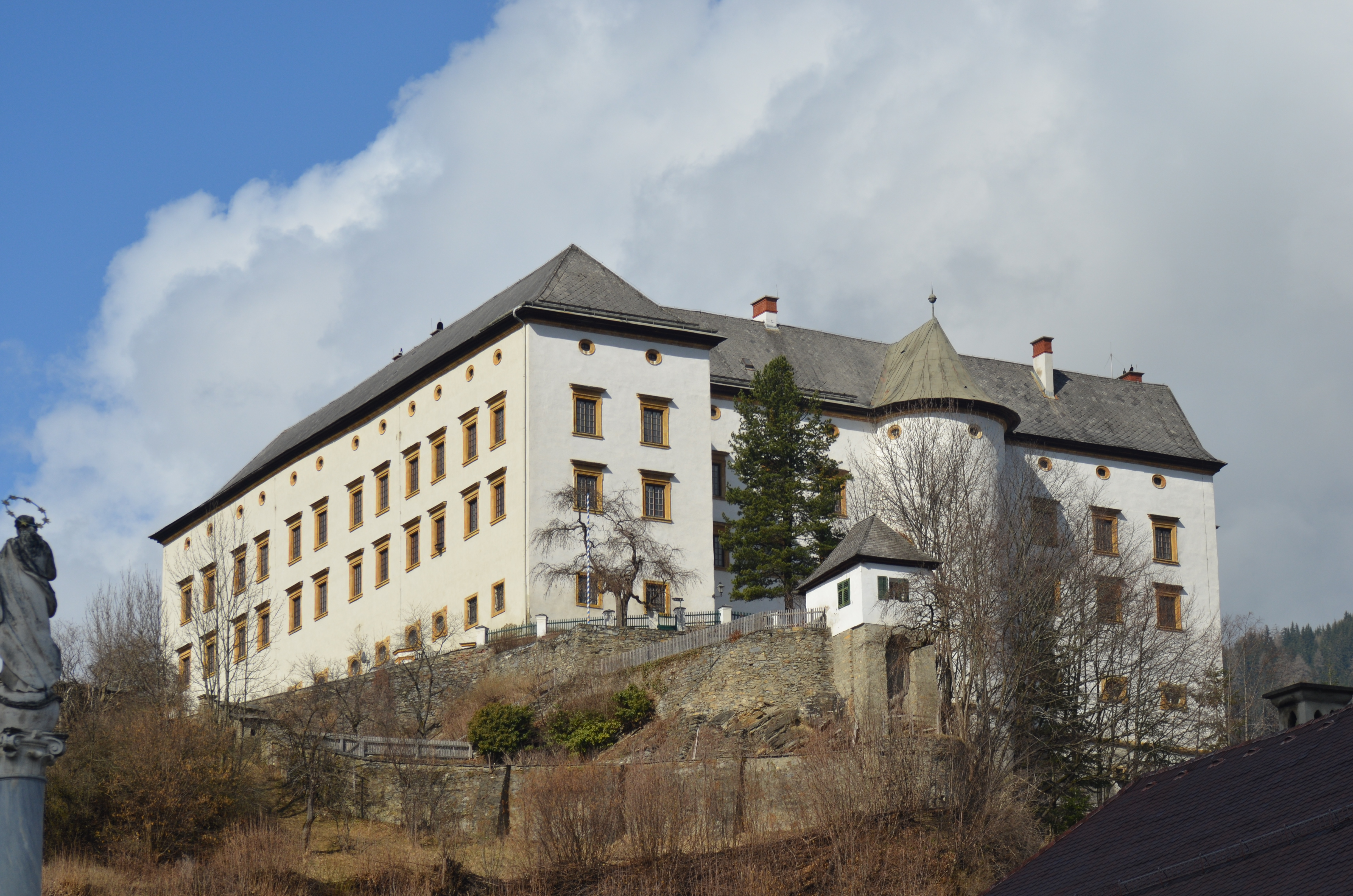
Zámek Obermurau

Pochází z mladší větve rodu Schwarzenbergů, tzv. sekundogenitury, ovšem v osobě jeho otce došlo ke spojení obou rodových větví. Po smrti svého otce se stal 13. knížetem ze Schwarzenbergu, 18. (v tomto rodě 11.) vévodou krumlovským, hrabětem ze Sulzu a okněžněným lankrabětem klettgavským.
V roce 2007 převzal od svého otce správu rodového majetku, tedy lesního a rybničního hospodářství, zámku Orlík, Schwarzenberg a dalších rodových sídel.
Dne 20. března 2010 se v Neubergu an der Mürz oženil s Dianou Orgoványi-Hansteinovou. V dubnu 2017 se na rodovém zámku v Murau ve Štýrsku podruhé oženil s italskou spisovatelkou Francescou Riario-Sforzovou.
Protože je bezdětný, prvním v následnictví titulu vévody a knížete je jeho bratranec Ferdinand Schwarzenberg (* 1989).